# Папунякоподобни
Папунякоподобните (Upupiformes) са разред средно големи и дребни птици, използван в някои остарели класификации на птиците. Днес двете негови семейства се включват в разред Птици носорози.
Човката е най-често дълга и тънка. Оперението е ярко и красиво, повечето видове имат голяма и добре развита качулка от пера на главата. Били са включвани в разред Синявицоподобни. Има спорове в определянето на точния състав на разреда, но се счита, че включва 3 семейства, всяко с по един род. Общият брой на видовете е около 10–12.

## Разпространение
Ареалът им на разпространение включва Европа, Азия, Африка. Срещат се в умерените и тропични области. В България единственият представител на разреда е Папунякът.

## Начин на живот и хранене
Хранят се предимно с животинска храна, насекоми, червеи, безгръбначни.

## Размножаване
Повечето видове са моногамни, като двойките се запазват често за цял живот. Снасят от 2 до 15 яйца. Мъти предимно женската и често през това време мъжкия носи храна. Мътенето продължава 2–3 седмици. Малките се излюпват голи и безпомощни и родителите се грижат за тях. Напускат гнездото след 3–4 седмици.

## Допълнителни сведения
В България Папуняка е защитен вид.

## Списък на семействата
- Разред Upupiformes – Папунякоподобни
  - Семейство Phoeniculidae – Дървесни папуняци
  - Семейство Rhinopomastidae – Дървесни папуняци
  - Семейство Upupidae – Папунякови